# 방학

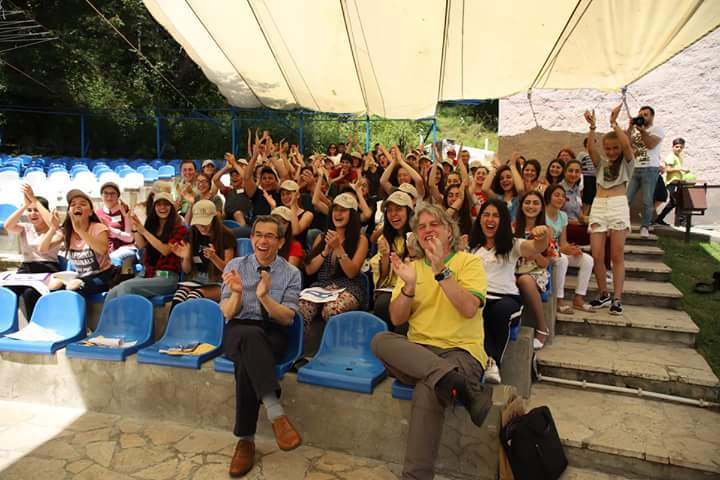

방학(放學)은 '학업을 쉰다'라는 의미로 학교에서 학기가 끝난 뒤에 수업을 한동안 쉬는 일이나 그 날들을 가리킨다.
방학 기간에는 학교에서 학생들을 상대로 일정한 양의 과제를 내 주는데, 그것을 방학 숙제라고 한다. 학교마다 방학 기간과 방학 숙제가 다르다.

## 구분(초/중/고)
- 봄 방학: 대한민국 경우 5월 초에 어린이날 전후로 약 5일 정도 있다. 사계절방학제 실시교에만 적용된다.
- 여름 방학: 대한민국의 경우 7월 20일경 - 8월 20일경까지로 약 30일로 한 달쯤 된다.
- 가을 방학: 사계절방학제 실시교에서만 적용되며, 추석 연휴 전후로 1주일 정도 쉰다.
- 겨울 방학: 1월 5일경부터 2월 28일(혹은 29일)까지로 55일 정도 된다.

## 구분(대학)
- 봄 방학: 5월 5일
- 여름 방학: 6월 중순부터 8월 31일까지로 약 75일간이다.
- 가을 방학: 추석 연휴 기간
- 겨울 방학: 12월 중순부터 2월 28일(혹은 29일)까지로 약 75일 정도 된다.

## 외국의 방학

### 미국
- 가을 방학: 11월 말 (1주)
- 겨울 방학: 12월 말 - 1월 초 (2주)
- 봄 방학: 3월 말 (1주)
- 여름 방학: 6월 초 - 9월 초 (3달)

### 폴란드
- 가을 방학: 11월 11일
- 제1 겨울 방학: 12월 말 - 1월 초 (2주)
- 제2 겨울 방학: 2월 초 - 2월 중순 (2주)
- 봄 방학: 3월 말 (1주)
- 여름 방학: 6월 말 - 8월 말 (2달)

### 일본
- 여름 방학: 7월 말 - 8월 말 (1달)
- 가을 방학: 10월 체육의 날 연휴 기간 (3일)
- 겨울 방학: 12월 말 - 1월 초 (2주)
- 봄 방학: 3월 말 - 4월 초 (2주)

### 터키
- 가을 방학: 11월 중순 (1주)
- 겨울 방학: 1월 말 - 2월 초 (2주)
- 봄 방학: 4월 중순 (1주)
- 여름 방학: 6월 중순 - 9월 10 중순 (3달)

### 이탈리아
- 가을 방학: 10월 31일 - 11월 1일 (2일)
- 겨울 방학: 12월 말 - 1월 초 (2주)
- 봄 방학: 3월 말 (1주)
- 여름 방학: 6월 초 - 9월 초 (3달)

### 멕시코
- 가을 방학: 11월 20일
- 겨울 방학: 12월 20일 전후 - 1월 1일 전후 (2주)
- 봄 방학: 부활절 전후로 2주
- 여름 방학: 6월 20일 전후 - 8월 20일 전후 (2달)

### 캐나다
- 가을 방학: 10월 추수감사절 연휴 기간 (3일)
- 겨울 방학: 12월 20일 전후 - 1월 1일 전후 (2주)
- 봄 방학: 부활절 전후로 1주
- 여름 방학: 7월 1일 전후 - 9월 1일 전후 (2달)

### 핀란드
- 가을 방학: 10월 15일 전후 - 10월 20일 전후 (1주)
- 제1 겨울 방학: 12월 20일 전후 - 1월 5일 전후 (3주)
- 제2 겨울 방학: 2월 15일 전후 - 2월 20일 전후 (1주)
- 봄 방학: 부활절 전후로 4일
- 여름 방학: 6월 5일 전후 - 8월 5일 전후 (2달)

### 파키스탄
- 가을 방학: 디왈리 당일 (일부 학교에만 존재함)
- 겨울 방학: 12월 20일경 - 1월 1일경 (2주)
- 봄 방학: 4월 1일경 - 4월 5일경 (1주)
- 여름 방학: 6월 1일경 - 8월 25일경 (11주)

### 독일
- 가을 방학: 10월 25일경 - 11월 1일경 (1주)
- 겨울 방학: 12월 20일경 - 1월 1일경 (2주)
- 봄 방학: 부활절 전후로 1주
- 여름 방학: 7월 15일경 - 8월 31일 (1달 반)

### 영국
- 가을 방학: 10월 25일경 - 11월 1일경 (1주)
- 제1 겨울 방학: 12월 20일경 - 1월 1일경 (2주)
- 제2 겨울 방학: 2월 10일경 - 2월 15일경 (1주)
- 제1 봄 방학: 부활절 전후로 2주
- 제2 봄 방학: 5월 25일경 - 6월 1일경 (1주)
- 여름 방학: 7월 1일경 - 9월 1일경 (2달)

### 이스라엘
- 가을 방학: 심핫 토라의 날
- 겨울 방학: 12월 말 - 1월 초
- 봄 방학: 4월 초 - 4월 중순
- 여름 방학: 7월 초 - 8월 31일

### 중국
- 겨울 방학: 1-2월
- 여름 방학: 7-8월

### 수단
- 가을 방학: 10월 15일경 - 20일경 (1주)
- 겨울 방학: 12월 15일경 - 1월 5일경 (3주)
- 봄 방학: 3월 15일경 - 20일경 (1주)
- 여름 방학: 7월 1일경 - 8월 15일경 (6주)

### 네덜란드
- 가을 방학: 10월 25일경 - 11월 1일경
- 겨울 방학: 12월 20일경 - 1월 1일경
- 봄 방학: 부활절 전후로 1주
- 여름 방학: 7월 1일경 - 9월 1일경

### 러시아
- 가을 방학: 10월 25일경 - 1월 1일경
- 겨울 방학: 1월 1일경 - 2월 7일경
- 봄 방학: 3월 25일경 - 5월 1일경
- 여름 방학: 6월 1일경 - 9월 31일

### 그리스
- 가을 방학: 11월 20일
- 겨울 방학: 12월 말 - 2월 초
- 봄 방학: 4월 말 - 6월 초
- 여름 방학: 7월 초 - 9월 말